# Ваче
Ваче (словен. Vače) — поселення в общині Літія, Осреднєсловенський регіон, Словенія. Висота над рівнем моря: 521,3 м.